# Evangelina Salazar
Pour les articles homonymes, voir Salazar.
Evangelina Yolanda Salazar, née le 15 juin 1946 à Buenos Aires, est une actrice argentine.

## Filmographie
- 1963 : Lindor Covas, el Cimarrón
- 1966 : Mi Primera Novia
- 1966 : Del Brazo y Por la Calle
- 1968 : Operación San Antonio
- 1970 : El Santo de la Espada
- 1971 : En Una Playa Junto al Mar
- 1973 : Me Gusta Esa Chica
- 1976 : Dos Locos en el Aire
- 1979 : Vivir con Alegría
- 2004 : Monobloc